# How Fatty Made Good
How Fatty Made Good è un cortometraggio muto del 1913 diretto da Ralph Ince.

## Produzione
Il film, che fu prodotto dalla Vitagraph Company of America, fu girato a Saratoga Springs.

## Distribuzione
Distribuito dalla General Film Company, il film - un cortometraggio in una bobina - uscì nelle sale cinematografiche statunitensi il 31 gennaio 1913. Copia della pellicola è stata riversata e distribuita in VHS dalla Grapevine Video.